# Đường đi Euler

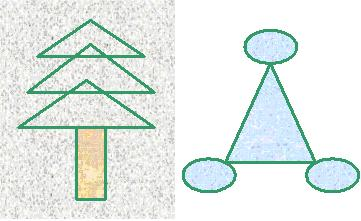
Hỏi: Các hình này có vẽ được một nét không?

Trả lời: Được! Nhưng điểm cuối không trùng điểm xuất phát

Trả lời: Được! Và điểm cuối trùng điểm xuất phát

Trong lý thuyết đồ thị, một đường đi trong đồ thị G = (X, E) được gọi là đường đi Euler nếu nó đi qua tất cả các cạnh của đồ thị, mỗi cạnh đúng một lần. Đường đi Euler có đỉnh cuối cùng trùng với đỉnh xuất phát gọi là chu trình Euler.
Khái niệm chu trình Euler xuất phát từ bài toán bảy cây cầu do Euler giải quyết vào khoảng năm 1737. Đường đi Euler có thể tìm thấy trong các bài toán vui vẽ một nét (vẽ một hình nào đó mà không nhấc bút khỏi mặt giấy, không tô lại cạnh nào hai lần).
Carl Hierholzer là người đầu tiên mô tả hoàn chỉnh đồ thị Euler vào năm 1873, bằng cách chứng minh rằng đồ thi Euler là đồ thị liên thông không có đỉnh bậc lẻ.

## Ý tưởng
Thành phố Konigsberg (Nga) có 2 vùng bị ngăn cách bởi một dòng sông và có 2 đảo ở giữa sông. Có 7 chiếc cầu nối những vùng này với nhau.

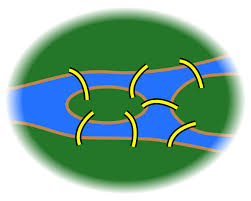
Hình ảnh 7 chiếc cầu nối 4 vùng trong thành phố Konigsberg (Đức)

Bài toán: Người dân trong vùng thách đố nhau là thử tìm cách xuất phát từ một vùng đi dạo qua mỗi chiếc cầu đúng một lần và trở về nơi xuất phát.
Năm 1736, nhà toán học Euler (1707 - 1783) đã mô hình bài toán này bằng một đồ thị vô hướng với mỗi đỉnh ứng với một vùng, mỗi cạnh ứng với một chiếc cầu.

Đồ thị vô hướng được mô hình hóa từ bài toán 7 chiếc cầu

## Các định nghĩa về chu trình và đường đi Euler
1. Đường đi Euler (tiếng Anh: Eulerian path, Eulerian trail hoặc Euler walk) trong đồ thị vô hướng là đường đi của đồ thị đi qua mỗi cạnh của đồ thị đúng một lần (nếu là đồ thị có hướng thì đường đi phải tôn trọng hướng của cạnh).
2. Chu trình Euler (tiếng Anh: Eulerian cycle, Eulerian circuit hoặc Euler tour) trong đồ thị vô hướng là một chu trình đi qua mỗi cạnh của đồ thị đúng một lần và có đỉnh đầu trùng với đỉnh cuối.
3. Dây chuyền Euler là dây chuyền đi qua tất cả các cạnh trong đồ thị và mỗi cạnh được đi qua đúng một lần.
4. Chu trình Euler là Đường đi Euler có đỉnh đầu trùng với đỉnh cuối.
5. Đồ thị Euler
  1. Đồ thị Euler vô hướng là đồ thị vô hướng có chứa ít nhất một chu trình Euler.
  2. Đồ thị Euler có hướng là đồ thị có hướng có chứa ít nhất một mạch Euler.
6. Đồ thị được gọi là đồ thị Euler nếu có chu trình (mạch) Euler, và gọi là đồ thị nửa Euler nếu nó có dây chuyền (đường đi) Euler.
  - Ghi chú: Một đồ thị là Euler thì sẽ là nửa Euler; điều ngược lại không đúng.

## Định lý Euler về chu trình và đường đi Euler

Đồ thị Bảy cây cầu Königsberg có 4 đỉnh bậc lẻ nên không là đồ thị Euler

1. Đồ thị vô hướng liên thông G = (X, E) có chu trình Euler khi và chỉ khi G không có đỉnh bậc lẻ.
  - Chứng minh:
    - Điều kiện cần: Giả sử (G) là đồ thị Euler, tức là tồn tại chu trình Euler (P) trong (G). Khi đó, cứ mỗi lần chu trình (P) đi qua một đỉnh nào đó của (G) thì bậc của đỉnh đó tăng lên 2.
    - Mặt khác, mỗi cạnh của đồ thị xuất hiện trong (P) đúng 1 lần. Do đó, mỗi đỉnh của đồ thị đều có bậc chẵn.

  - Phát biểu khác: Một đa đồ thị không có điểm cô lập có chu trình Euler nếu và chỉ nếu đồ thị là liên thông và mỗi đỉnh của nó đều có bậc chẵn.
2. Đồ thị vô hướng liên thông G = (X, E) có đường đi Euler khi và chỉ khi G có đúng hai đỉnh bậc lẻ. Nếu G có hai đỉnh bậc lẻ thì đường đi Euler có hai đầu đường đi nằm ở hai đỉnh bậc lẻ.
3. Đồ thị có hướng liên thông G = (X, E) có chu trình Euler, khi đó số đỉnh bậc trong của G sẽ bằng số đỉnh bậc ngoài của G (d+(x) = d-(x),∀xϵ X).

## Các tính chất khác
1. Một đồ thị vô hướng là đồ thị Euler nếu nó liên thông và có thể phân tích thành các chu trình có các cạnh rời nhau.
2. Nếu đồ thị vô hướng G là Euler thì đồ thị đường L(G) cũng là Euler.
3. Đồ thị có hướng là Euler nếu nó liên thông và mọi đỉnh của nó có bậc vào bằng bậc ra.
4. Đồ thị có hướng là Euler nếu nó liên thông và có thể phân tích thành các chu trình có hướng với các cung rời nhau.

## Ví dụ
Ví dụ 1: Cho các đồ thị vô hướng G1, G2, G3, tìm chu trình Euler 

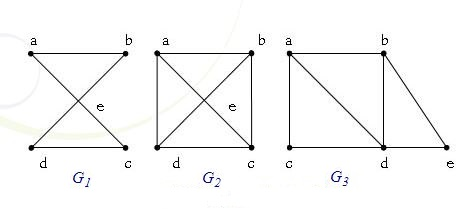
Hình 4: Đồ thị Euler - Đồ thị nửa Euler (vô hướng)

- Đồ thị G1 là đồ thị Euler vì nó có chu trình Euler a, e, c, d, e, b, a.
- Đồ thị G2 không có chu trình cũng như đường đi Euler.
- Đồ thị G3 không có chu trình Euler nhưng nó có đường đi Euler a, c, d, e, b, d, a, b, vì thế G3 là đồ thị nửa Euler.

Ví dụ 2: Cho các đồ thị có hướng H1, H2, H3, tìm chu trình Euler 

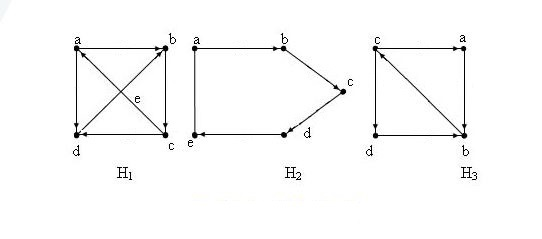
Hình 5: Đồ thị Euler - Đồ thị nửa Euler (có hướng)

- Đồ thị H2 là đồ thị Euler vì nó có chu trình Euler a, b, c, d, e, a.
- Đồ thị H3 không có chu trình Euler nhưng nó có đường đi Euler c, a, b, c, d, b vì thế H3 là đồ thị nửa Euler.
- Đồ thị H1 không có chu trình cũng như đường đi Euler.

## Giải thuật tìm chu trình Euler

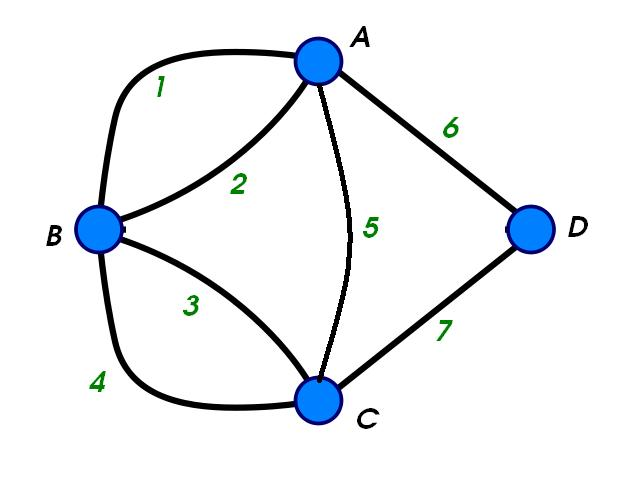
Bỏ cây cầu nối B với D, xây cây cầu nối A với C, đồ thị không có đỉnh bậc lẻ nên là đồ thị Euler

Giả sử G = (V, E) là đồ thị vô hướng, liên thông, tất cả các đỉnh đều có bậc chẵn hơn nữa G là hữu hạn. Khi đó, tất cả các đỉnh đều có bậc lớn hơn 1.

### Giải thuật 2: Không đi qua cầu
Một cạnh của đồ thị G được gọi là cầu, nếu khi xóa cạnh đó khỏi đồ thị thì làm tăng số thành phần liên thông của G.

#### Giải thuật: Gọi chu trình cần tìm làC.
1. Khởi tạo: Chọn một đỉnh bất kỳ cho vào C.
2. Nếu G không còn cạnh nào thì dừng.
3. Bổ sung: Chọn một cạnh nối đỉnh vừa chọn với một đỉnh kề với nó theo nguyên tắc: chỉ chọn cạnh cầu nếu không còn cạnh nào khác để chọn. Bổ sung cạnh vừa chọn và đỉnh cuối của nó vào C, xóa cạnh ấy khỏi G. Quay về bước 2.

#### Code mẫu
```
#include
 
<stdio.h>
 

#include
 
<conio.h>

#define TRUE 1

#define FALSE 0

#define VAIN 99

#define MAX 10

int
 
G
[
MAX
][
MAX
];

// Ma Tran ke Dinh-Dinh (co Khuyen)

int
 
S
[
MAX
][
MAX
];

// Ma Tran danh dau Cung da su dung

int
 
Pred
[
MAX
];

// Mang Nua-Bac-Trong cua 1 Dinh

int
 
Succ
[
MAX
];

// Mang Nua-Bac-Ngoai cua 1 Dinh

int
 
path
[
MAX
];

// Mang duong di cua chu trinh

// khai bao ham

void
 
ReadData
();

void
 
PrintData
();

int
 
Check
(
int
 
k
);

//bien toan cuc

int
 
N
,
 
k
,
 
l
 
=
 
0
;

void
 
Euler
();

void
 
main
()
 
{

    
ReadData
();

    
PrintData
();

    
Euler
();

}

void
 
ReadData
()
 
{

    
int
 
i
,
 
j
;

    
FILE
 
*
 
f
 
=
 
fopen
(
"EU_in.txt"
,
 
"rt"
);

    
if
 
(
f
 
==
 
NULL
)
 
{

        
printf
(
"
\n
Error Loading File!
\n
"
);

        
return
;

    
}

    
fscanf
(
f
,
 
"%d"
,
 
&
 
N
);
 
// gia tri dau tien cho biet so dinh cua Do Thi G

    
for
 
(
i
 
=
 
1
;
 
i
 
<=
 
N
;
 
i
++
)
 
{

        
Succ
[
i
]
 
=
 
Pred
[
i
]
 
=
 
0
;

        
for
 
(
j
 
=
 
1
;
 
j
 
<=
 
N
;
 
j
++
)
 
{

            
S
[
i
][
j
]
 
=
 
FALSE
;

            
// danh dau Cung khong con su dung nua

            
fscanf
(
f
,
 
"%d"
,
 
&
 
G
[
i
][
j
]);
 
//lan luot doc cac phan tu MT ke

        
}

    
}

    
fclose
(
f
);

    
for
 
(
i
 
=
 
1
;
 
i
 
<=
 
N
;
 
i
++
)

        
for
 
(
j
 
=
 
1
;
 
j
 
<=
 
N
;
 
j
++
)

            
if
 
(
G
[
i
][
j
]
 
>
 
0
)
 
{

                
S
[
i
][
j
]
 
=
 
TRUE
;

                
Succ
[
i
]
++
;

                
Pred
[
j
]
++
;

            
}

    
// Tinh Bac moi Dinh 

}

void
 
PrintData
()
 
{

    
clrscr
();

    
int
 
i
,
 
j
;

    
printf
(
"
\n
Ma Tran Ke G[%d*%d]:
\n
"
,
 
N
,
 
N
);

    
for
 
(
i
 
=
 
1
;
 
i
 
<=
 
N
;
 
i
++
)
 
{

        
for
 
(
j
 
=
 
1
;
 
j
 
<=
 
N
;
 
j
++
)

            
printf
(
"%4d"
,
 
G
[
i
][
j
]);

        
printf
(
"
\n
"
);

    
}

}

void
 
Euler
()
 
{

    
FILE
 
*
 
g
 
=
 
fopen
(
"EU_out.txt"
,
 
"wt"
);

    
int
 
i
;

    
for
 
(
i
 
=
 
1
;
 
i
 
<=
 
N
;
 
i
++
)

        
if
 
((
Pred
[
i
]
 
+
 
Succ
[
i
])
 
%
 
2
)
 
// neu co dinh bac Le

    
{

        
printf
(
"
\n
Ton tai Dinh %d Bac Le!"
,
 
i
);

        
printf
(
"
\n
Khong co chu trinh Euler
\n
"
);

        
fclose
(
g
);

        
return
;

    
}

    
printf
(
"
\n
Do thi co chu trinh Euler
\n
"
);

    
int
 
k
,
 
ok
;

    
// kiem tra va in ra man hinh chu trinh Euler 1 net ve

    
printf
(
"
\n
Ket qua kiem tra xuat phat tu dinh 1:
\n
"
);

    
for
 
(
k
 
=
 
2
;
 
k
 
<=
 
N
;
 
k
++
)

    
// kiem tra xuat phat tu Dinh 1

    
{

        
if
 
((
G
[
1
][
k
]
 
!=
 
0
))

        
// co Cung noi Dinh 1 voi Dinh k

        
{

            
S
[
1
][
k
]
 
=
 
FALSE
;

            
// danh dau Cung(1,k) da duoc su dung

            
ok
 
=
 
Check
(
k
);

            
// xet tiep Dinh k

            
if
 
(
ok
 
==
 
FALSE
)

                
S
[
1
][
k
]
 
=
 
TRUE
;
 
//duong nay khong nen qua Dinh k=>tra danh dau

            
else
 
// ok==TRUE

            
{

                
//printf(" %d",k);//lan luot hien thi nguoc cac Dinh da qua

                
printf
(
"Tong so dinh cua chu trinh: %d
\n
"
,
 
l
 
+
 
2
);

                
fprintf
(
g
,
 
"%d
\n
"
,
 
l
 
+
 
2
);

                
printf
(
"Cac dinh cua duong di chu trinh:
\n
"
);

                
printf
(
"1 %d "
,
 
k
);

                
fprintf
(
g
,
 
"1 %d "
,
 
k
);

                
for
 
(
int
 
r
 
=
 
l
 
-
 
1
;
 
r
 
>=
 
0
;
 
r
--
)
 
{

                    
printf
(
"%d "
,
 
path
[
r
]);

                    
fprintf
(
g
,
 
"%d "
,
 
path
[
r
]);

                
}

                
fclose
(
g
);

                
getch
();

                
return
;

            
}

        
}

    
}

    
// end for 

}

int
 
Check
(
int
 
k
)
 
// tiep tuc kiem tra, xuat phat tu Dinh k 

{

    
int
 
i
,
 
j
,
 
ok
;

    
for
 
(
i
 
=
 
1
;
 
i
 
<=
 
N
;
 
i
++
)
 
{

        
if
 
((
S
[
k
][
i
]
 
==
 
TRUE
)
 
&&
 
(
G
[
k
][
i
]
 
!=
 
0
))
 
//co Cung tu k den cac Dinh con lai ?

        
{

            
S
[
k
][
i
]
 
=
 
FALSE
;
 
// neu co, danh dau khong su dung lai Cung(k,i) nua

            
ok
 
=
 
Check
(
i
);

            
// xet tiep Dinh i den cac Dinh khac

            
if
 
(
ok
 
==
 
FALSE
)

                
S
[
k
][
i
]
 
=
 
TRUE
;
 
//lan nay khong nen qua Dinh i => bo danh dau

            
else
 
{

                
//printf(" %d",i);

                
path
[
l
]
 
=
 
i
;

                
l
++
;

                
return
 
TRUE
;

            
}

        
}

    
}

    
for
 
(
i
 
=
 
1
;
 
i
 
<=
 
N
;
 
i
++
)

        
// khi khong con Cung di tu Dinh k nua

        
for
 
(
j
 
=
 
1
;
 
j
 
<=
 
N
;
 
j
++
)
 
// quet duyet do thi G xem da het Cung chua?

            
if
 
(
S
[
i
][
j
]
 
==
 
TRUE
)

                
// neu con sot Cung tren Ma Tran danh dau S =>

                
return
 
FALSE
;
 
//huong di theo Dinh k nay la sai=>chon Dinh k khac

    
return
 
TRUE
;

    
// thanh cong, tra ve cac dinh nguoc tren duong di Euler

}

```